# Музей русской водки (Санкт-Петербург)
Музей русской водки — музей водки в Санкт-Петербурге, расположенный в бывшем доме солдатских казарм лейб-гвардии Конного полка.

## Экспозиция
Экспозиция поделена на сектора-эпохи. В коллекции собраны старинные бутылки, пробки, этикетки, документы, предметы домашней утвари, две композиции из восковых фигур.
Экскурсионная программа включает в себя осмотр экспозиции с рассказом об истории создания водки на русском или английском языках, начиная с XI века, до сегодняшних дней. По окончании экскурсии гостям предлагается дегустация нескольких сортов водки с традиционными русскими закусками.
При Музее русской водки работает ресторан «Русская Рюмочная № 1» с воссозданным интерьером конца XIX века, где проходят дегустации сортов современной водки.